# カッタくん
カッタくん（カッタ君とも、1985年〈昭和60年〉7月15日 - 2008年〈平成20年〉7月16日）は、山口県の宇部市にあるときわ公園で放し飼いにされていたオスのモモイロペリカンである。両足に赤いリングが着けられていたのが特徴。

## 概要

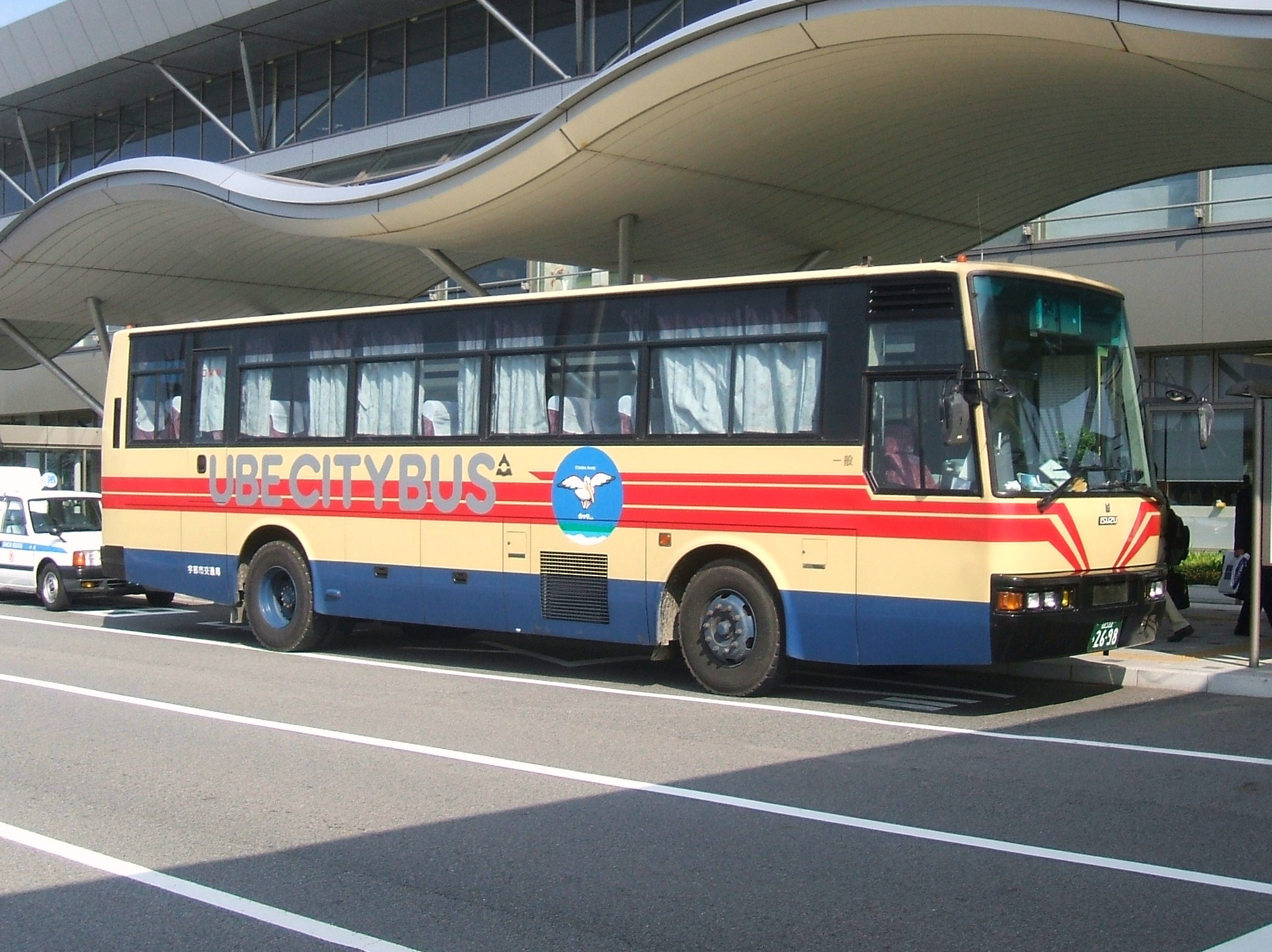
宇部市営バスに描かれたカッタくんのイラスト（車体中央）

1985年7月8日、日本初の人工孵化によって誕生したペリカンである。名前は彼の両親のふるさとであるインドのカルカッタにちなんで名付けられた。幼い頃から人間の手によって育てられたこともあって人間を怖がらない性格であり、生後しばらくして頻繁に公園周辺の海岸や団地、学校などに飛来するようになる。特に公園近くの私立明光幼稚園には定期的に訪れるようになり、園児たちが元気に歌う「ぼくのミックスジュース」という歌にあわせて身体を動かすなど、子供たちと戯れる様子がテレビニュースなどで報道されたこともあって全国的に有名となった。1989年には明るい話題を提供したとのことで日本動物愛護協会より表彰を受けている。
1995年7月15日には「カッタ君物語」のタイトルでカッタくんをモデルとしたアニメ映画が制作され、全国で上映されている。
これらのことから現在では宇部市の実質的なマスコットキャラクター的存在となっており、宇部市営バスの観光バスの車体など各所でカッタくんのイラスト（主に前述の「カッタ君物語」からのカットイラスト）を見ることが出来る。
1997年7月22日、カッタくんを含むペリカン7羽が花火に驚き行方不明となる。その後、カッタくんを豊浦郡豊浦町の川棚漁港駐車場で無事保護。
2008年7月16日午後、公園を訪れた人が公園内のペリカン島でカッタくんが死亡しているのを発見した。発見前日までは元気な姿が目撃されており、16日午後に死亡したと見られている。23歳没。人間でいえば40歳過ぎにあたるという。亡くなった時点で、1羽の息子、6羽の娘、2羽の孫がいた。

## CM出演
- 青山商事（1998年）